# Platdiets

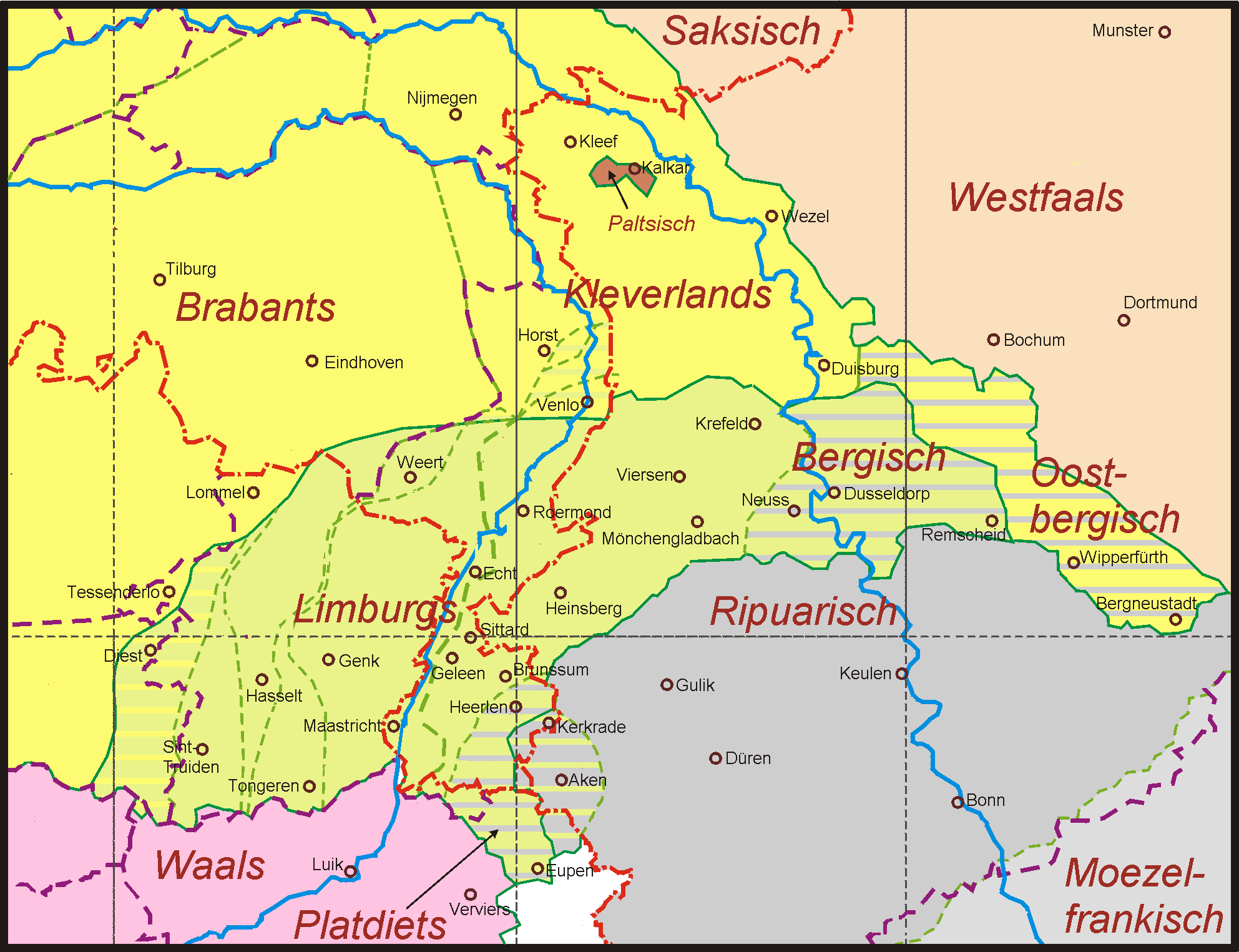
- HET LIMBURGS TAALLANDSCHAP -
Het zuidelijk Maas-Rijnlandse (Limburgs-Nederrijnse) dialectcontinuüm

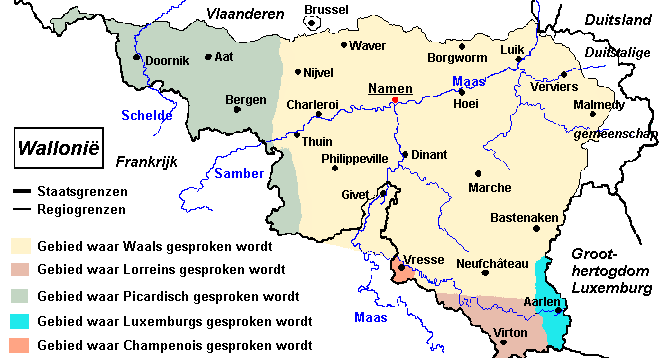
- HET WAALSE TAALLANDSCHAP -
De streektalen van Wallonië

Platdiets (mede Geullands genoemd,  in Nederlands Limburg doorlopend in het Oostelijk Zuidlimburgs) is een term die met name binnen de Vlaamse terminologie wordt gebruikt voor de Limburgs-Ripuarische spreektaal van een aantal plaatsen in het Noordoosten van de provincie Luik, voor zover die onder het Waals Gewest en de Franse Gemeenschap vallen, zoals Montzen en Welkenraedt. Dit gebied wordt aangeduid met de term de Platdietse streek.
Sinds 1992 is dit dialect, dat door de sprekers Plattdütsch (niet te verwarren met Plattdüütsch, de Nederduitse naam voor het Nederduits) genoemd wordt, door Wallonië erkend als binnenlandse regionale taal. Men moet daarbij in acht nemen, dat het in taalkundige zin geen Waals (Romaans) dialect is, maar een overgangsdialect is van het Limburgs naar het Ripuarisch (beide Germaans).

## Classificatie
- Indo-Europees
  - Germaans
    - West-Germaans
      - Rijnlands / Nederfrankisch
        - Maas-Rijnlands
          - Limburgs[bron?]
            - Oostlimburgs-Ripuarisch
              - Platdiets / Geullands

## Oostlimburgs-Ripuarisch

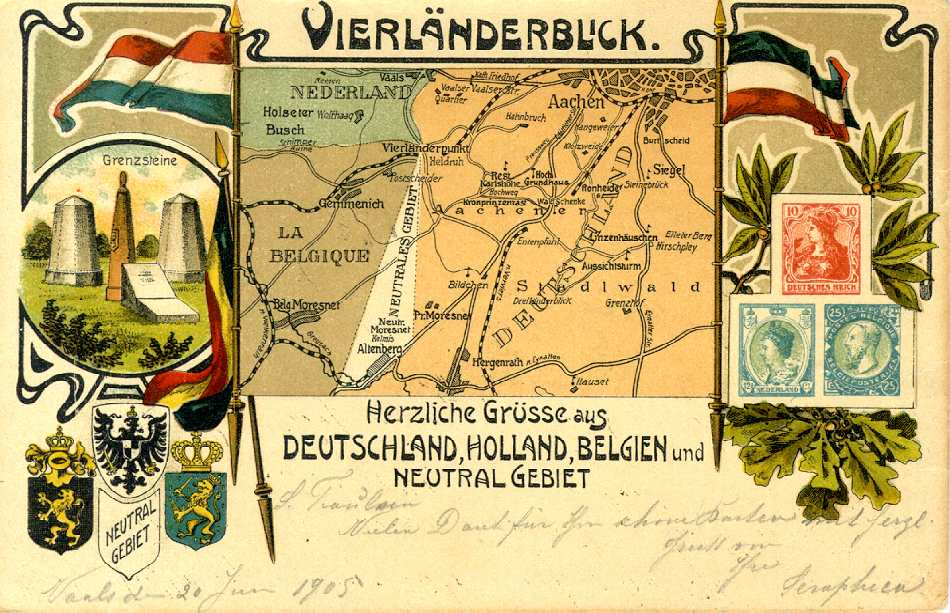
Voorheen het Vierlandenpunt

Men noemt deze streek Platdiets, Platduutsj of plattutsch, omdat het lokale dialect er een vorm van het Limburgs is die naar het Duits neigt. Het is een overgangsdialect dat niet zo eenduidig bij het Nederlands of het Duits kan worden ingedeeld. De bevolking kan noch wil zich identificeren met Duitsers (Pruusche), Vlamingen (Flamendere), of Walen (Welsje).
De naam Platdiets is als taalkundige aanduiding provisorisch. In feite gaat het hier om een overgangsvorm naar het Ripuarisch, een Middelfrankisch en dus Middelduits dialect. Het betreft hier geen louter lokale, en ook geen strikt interne Belgische taalvariëteit. Nauw verwante vormen van dit Limburgse dialect worden aangetroffen in het aangrenzende deel van Nederlands Limburg tussen Eijsden, Valkenburg, Heerlen en Vaals, en bijvoorbeeld ook de dialecten van daar tot over de Rijn, bijvoorbeeld het Düsseldorfs ('Dusseldorps'), is ermee verwant.

## Perspectief
De volkstaal van deze streek laat zich niet gemakkelijk verdringen. Meer dan twee eeuwen Franstalige invloed en verfransing hadden hier anno 1962 niet tot meer tweetaligheid geleid. Dat komt doordat het Frans hier niet een taalkundig verwante cultuurtaal is, anders dan het officiële Nederlands en het Duits. Het was nodig om via het eentalige onderwijs de verfransing te voltooien. Het aantal gebruikers van het Platdiets neemt sinds de wetten van 1962 gestaag af. De taal wordt nog verstaan en de bewoners van dit gebied beschouwen zichzelf hoe langer hoe meer als Franstalig. De Duitstaligheid neemt toe in de gemeenten die aan de grens liggen, omdat daar een instroom van Duitsers is en de invloed van Aken als centrum niet langer door een tolgrens wordt tegengehouden. Tegelijk is een scheiding autochtoon-allochtoon ontstaan.
Wallonië ondersteunt soms culturele activiteiten in 't Platduutsj, als tegenwicht voor het Nederlands en het Duits waarvan de invloed bedreigend voor het Frans worden gezien. Er wordt geen aanspraak gemaakt op een Europees statuut voor deze taal. Maar het Platdiets is geen Waals dialect en het is de vraag of deze vorm van erkenning genoeg zou zijn voor het behoud van de oorspronkelijke volkstaal. Culturele contacten en samenwerking met andere Limburgstaligen uit de aangrenzende omgeving en uit alle drie de betrokken landen zouden daartoe een betere weg kunnen betekenen.

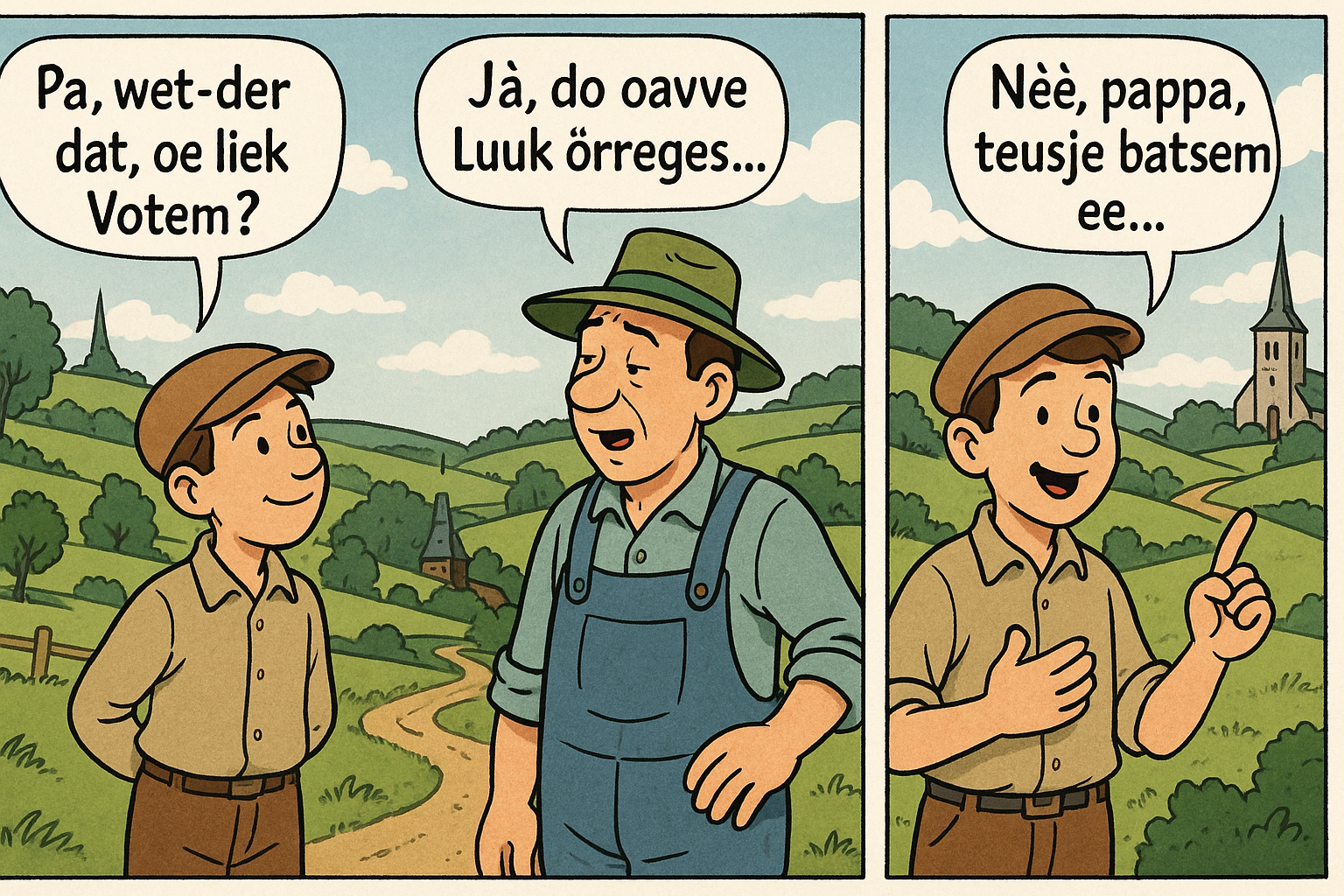
Een mop in het platdiets

## Terminologie

### Politiserend gebruik
Bij uitbreiding werd en wordt de term nog soms gebruikt door Flamingantische politici en opiniemakers om de volkstaal te benoemen van andere historische en/of oorspronkelijk Limburgs-Ripuarisch sprekende gebieden die in Overmaas, maar buiten de zojuist genoemde Platdietse streek liggen, namelijk aan de westkant daarvan, in Voeren (provincie Limburg), waarbij het Sint-Martens-Voeren, Teuven en Remersdaal betreft, of aansluitend aan de oostkant, in het Oostkanton Eupen, met de gemeenten Eupen, Kelmis, Lontzen en Raeren, dat ook nog gedeeltelijk tot het Limburgs-Ripuarische (Platdietse) overgangsgebied hoort. Deze plaatsen zijn intussen ondergebracht bij het Vlaams Gewest, c.q. de Vlaamse Gemeenschap, respectievelijk bij de Duitstalige Gemeenschap c.q. het Waals Gewest. Opmerkelijk hierbij is dat de oprichter van de Franstalige politieke actiegroep Action Fouronnaise, Jean-Louis Xhonneux (geboren in Eupen) het Platdiets als moedertaal had. Zie hiervoor de bestuurlijke indeling van België.

### DietsenNederduits
Diets is een zeer archaïsch aandoend woord voor Nederlands. Het is in aanleg hetzelfde woord als eerst Duuts en later ook Duits. Letterlijk betekent het 'taal van het (of: de) diet', en diet betekende 'volk'. Diets betekende dus '(Nederlandse) volkstaal'. In de vroege middeleeuwen werd dit onderscheid gemaakt omdat de hogere standen (adel en geestelijken) onder elkaar ook een andere taal gebruikten, namelijk Latijn of Frans. Later ging de oorspronkelijke betekenis 'volks' verloren, maar het woord bleef als naam voor de Nederlandse taal tot aan het eind van de middeleeuwen in gebruik. Ter onderscheiding van het (Hoog-)Duits kwam in de 16de eeuw voor de Nederlandse volkstaal de benaming Nederduits op, tot ook deze in de 19de eeuw, vanaf de vestiging van het Verenigd Koninkrijk der Nederlanden, ouderwets begon te worden en verwarring opriep met de term Hoogduits. De naam Nederlands ontstond nog wel al in de 16de eeuw en heeft, maar heeft pas in de loop van de 19de eeuw de benaming Nederduits verdrongen. Dit kan worden geïllustreerd met het feit dat de Nederlandse Hervormde Kerk tot 1816 officieel Nederduits Gereformeerde Kerk heette. 

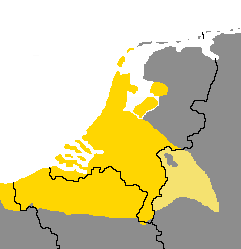
Nederfrankisch taalgebied

Daarnaast noemde de letterkundige Jacob van Lennep nog in 1844 zijn grondwetsverbetering 'Proeve eener verduitsing der Nederlandsche grondwet'. Voor de geletterde Nederlanden was verduitsen toen nog steeds vernederlandsen en zeker niet 'verhoogduitsen'.

### Nederfrankisch en Nedersaksisch
In taaltypologisch opzicht moet men het Nederlands als de literaire vorm van Nederfrankisch beschouwen. Nederfrankische dialecten worden vooral gesproken in het zuiden en westen van Nederland en in Vlaanderen, maar ook in het westen van Duitsland, althans in het noordelijke Rijnland, ten noorden van de Benrather Linie). Ook mag het Afrikaans van Zuid-Afrika hierbij gerekend worden. Maar ten noorden en oosten van de rivier de IJssel zijn de dialecten Nedersaksisch. Nederland erkent het Nedersaksisch officieel niet als standaardtaal maar als streektaal, dat wil zeggen een verzameling streektalen, waartoe over de grens ook de 'Plattdeutsche' streektalen gerekend kunnen worden. Nu wordt de term Nederduits nog gebruikt om de dialecten van de noordelijke helft van Duitsland aan te duiden, waar men die zelf kortweg Platt noemt. Dit is het gebied van het Duits dat de Hoogduitse klankverschuivingen niet meemaakte en dat gesproken wordt in de noordelijke, vlakke helft van Duitsland. In het overgrote deel is dat Nedersaksisch, en niet Nederfrankisch, waartoe, als gezegd, het Nederlands en het merendeel van de Nederlandse dialecten behoren. Nederlands en Nederduits kunnen tezamen tegenover het Hoogduits gesteld worden en waren voor de ontwikkeling van de Hoogduitse klankverschuivingen nauw verwant. Het Nederlands heeft zich tot een cultuurtaal ontwikkeld, maar het Nederduits deed dat slechts voor korte tijd, tussen 1400 en 1600. Daarna verdween het in het noorden van Duitsland voor het Hoogduits en in noordoostelijk Nederland voor het Nederlands c.q. Nederduits. Maar ook op grondgebied van het huidige Nederland waren toen vormen van het Nedersaksisch in die twee eeuwen als schrijftaal in gebruik, met name in Groningen, Twente en de Achterhoek. Die vormen varieerden van de taal van de hanzesteden in Groningen tot een Nederlands waarin in verschillende mate vormen uit die 'hanzetaal' of uit de taal van het bisdom Munster, van waaruit delen van Twente en de Achterhoek kerkelijk werden verzorgd, waren opgenomen. 

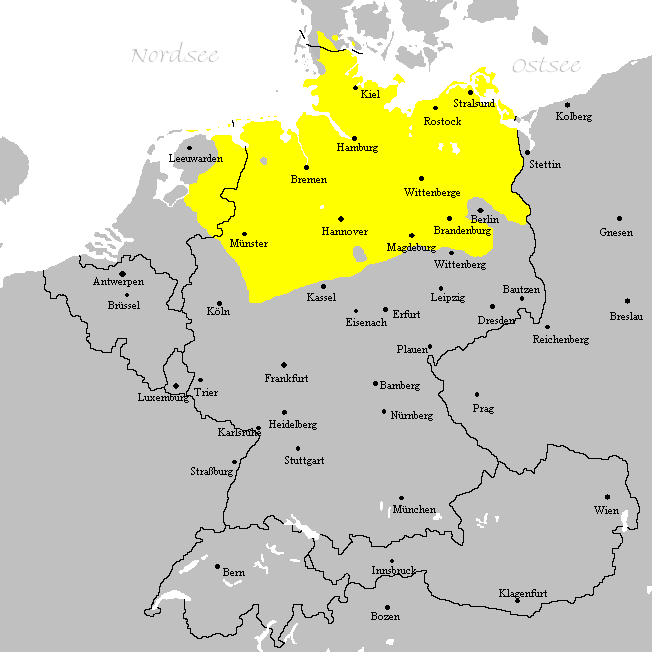
Nedersaksisch taalgebied

Men zou theoretisch (strikt taalkundig gesproken) het Nederlands ook als de cultuurtaal kunnen zien van het deel van het aangrenzende Duitse Rijnland waar ook Nederfrankische dialecten worden gesproken. Vooral in het Nederrijnland staan ze in klankwettig opzicht althans dichter bij het Nederlands dan bij het Hoogduits. Dit gegeven kan tevens verklaren, waarom voor veel Duitstaligen het Nederlands toch altijd nog als een soort Platduits klinkt en door de oudere generatie, soms in neerbuigende zin, als een 'Duits dialect' werd bestempeld, zoals hun eigen dialect dat ook was.

### Betekenissen vanplat
De term Platt had oorspronkelijk een geografische betekenis. Plat werd vanuit Duits standpunt immers gesproken in laaggelegen gebieden. Nu wordt het in het Nederlands meer geassocieerd met platteland, een woord dat het Duits niet kent. Maar ook in het Duits kan platt 'ordinair' betekenen. Met de toevoeging Platt werd aldus eerst een geografisch, maar vervolgens eerder een sociaal hoog/laag-onderscheid gemaakt. Dat is een hoogst ongelukkige connotatie voor de sprekers van het plat. Taalkundig bezien is hun taal volkomen gelijkwaardig aan welke cultuurtaal dan ook.

#### Platdiets enPlautdietsch
De benaming Platdiets is fonologisch verwant met en etymologisch gelijk aan de benaming voor een andere, verwante Nederduitse taal, het Plautdietsch, de traditionele taal van de mennonietengemeenschappen, die nog over verschillende continenten verspreid zijn. Beide termen zijn ook fonologisch verwant met, maar etymologisch niet gelijk aan Platduits. Zowel Platdiets als Plautdietsch hadden oorspronkelijk wel ongeveer dezelfde connotatie als Platduits, dat wil zeggen een 'volkse taalvariant of dialect'. De basis van het Plautdietsch is het 16de-eeuwse Nederduits, dat als lingua franca en handelstaal werd gesproken van Vlaanderen tot Finland (zie ook het artikel Diets). Gevluchte Nederduits sprekende mennonieten, deels afkomstig uit de lage landen en die kennis van waterbeheer meebrachten, vormden kolonies in Poolse, later Pruisische poldergebieden, vooral in de delta van de Weichsel (Wisła) (zie ook West-Pruisen en Oost-Pruisen). Dit Oostnederduits ging op enkele eigenaardigheden op in het verwante Neder-Pruisische dialect van de omgeving en dat werd ten slotte deels verdrongen door het Hoogduits, althans als standaardtaal. De zogenaamde Weichselmennonieten emigreerden later voor een groot deel naar Oekraïne, werden van daar onder het Sovjetbewind naar Siberië gedeporteerd en mochten ten slotte na 1990 naar Amerika en Duitsland vertrekken. In Amerika gebruiken zij hun oorspronkelijke taal nog (zie Plautdietsch).

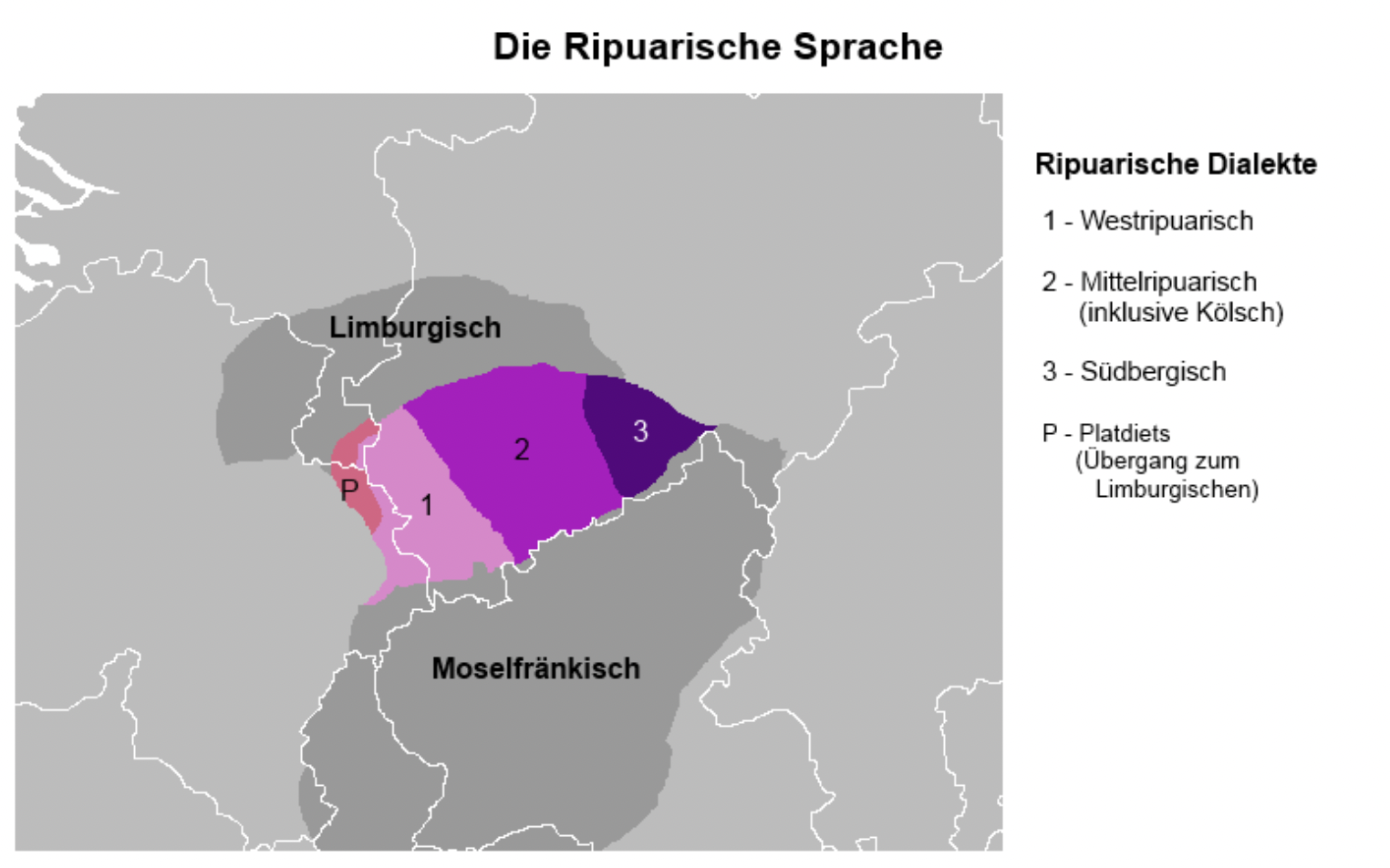
Platdiets of Zuidoost-Limburgs
West-Ripuarisch
Centraal-Ripuarisch
Oost-Ripuarisch

### De status van het Platdiets
Het Platdiets in de Provincie Luik, noch het Plautdietsch van de mennonieten zijn Duits, maar beide zijn een taal die zowel aan het Nederlands als aan het Duits verwant is. Nederlands en Duits zijn twee afzonderlijke Germaanse talen en beide zijn evenwaardige cultuurtalen. Voor Platdiets gelden die kwalificaties niet, al mag men het een streektaal noemen. De naam kan de suggestie wekken dat het geen echt Nederlands is en geen echt Duits, maar daarnaast ook geen eigen taal. Het onderscheid taal/dialect is hier minder relevant, zolang het Platdiets niet door een verwante cultuurtaal wordt overkoepeld. Zijn status is dus mede afhankelijk van de politiek-culturele situatie. Als het door het Frans wordt overkoepeld, wat nu in de genoemde 'Platdietse streek' het geval is, zou men het alleen om die reden eerder een eigen taal moeten noemen. Maar dan is de term Platdiets weer te speciaal, alsof deze taal iets heel aparts en ondefinieerbaars zou zijn. De correcte taalkundige omschrijving luidt: Oostlimburgs-Ripuarisch. Belemans et al.(1998) hanteren voor het Platdiets om al deze naamsgelijkenissen en dito verwarringen te vermijden een puur geografische naam: Geullands, naar de rivier de Geul die door het hele gebied stroomt van Eupen tot Maastricht.